# Gianna Maria Canale
Gianna Maria Canale (Reggio Calabria, 12 september 1927- Florence, 13 februari 2009) was een Italiaans actrice.

## Leven en werk
Canale werkte in Florence als stenotypiste, tot ze in 1947 als Miss Calabria tweede werd bij de Miss Italia verkiezing, achter Lucia Bosè. Gina Lollobrigida werd derde. Hierdoor kreeg Canale veel aandacht en ze werd uiterlijk vergeleken met Ava Gardner. Tijdens de opnamen voor Il cavaliere misterioso (1948) kreeg ze een verhouding met regisseur Riccardo Freda. Ze traden in Brazilië in het huwelijk maar Canale kon niet wennen aan Zuid-Amerika en de twee keerden terug naar Italië. Freda gaf Canale in vele avonturen- en sandalenfilms een rol. Daarnaast werkte ze samen met andere regisseurs, zoals Vittorio de Sica. Haar laatste film met Freda was I vampiri (1956).
Haar debuut maakte ze in Aquila nera (1946). Verder speelde zij onder andere in Totò le Moko (1949), Vedi Napoli e puoi muori (1951), Go for Broke! (1951), Spartaco (1953), Teodora, imperatrice di Bisanzio (1954), Madame du Barry (1954), Il coraggio (1955), Napoléon van Sacha Guitry (1955), I vampiri (1956), Le schiave di Cartagine (1957), Le Fatiche di Ercole (1958), The Silent Enemy (1958), La Gerusalemme liberata (1958), La rivolta dei gladiatori (1958), Les nuits de Raspoutine (1960), de titelrol in La regina delle Amazzoni (1960), La venere dei pirati (1961), Il figlio di Spartacus (1963), La tigre dei sette mari (1963), Il boom (1963) en La máscara de Scaramouche (1963).
Na een rol te hebben gespeeld in Il ponte dei sospiri (1964) stopte ze met acteren. Canale overleed op 81-jarige leeftijd.
- Bibsys: 1498562807803
- Biblioteca Nacional de España: XX1209306
- Bibliothèque nationale de France: cb138921070 (data)
- Gemeinsame Normdatei: 1061870545
- International Standard Name Identifier: 0000 0000 7823 5804
- Library of Congress Control Number: no2002029385
- Nationale Bibliotheek van Tsjechië: pna2010578087
- Istituto Centrale per il Catalogo Unico: RAVV089796
- SNAC: w690304j
- Système universitaire de documentation: 133660117
- Virtual International Authority File: 42024765
- WorldCat: E39PBJc7X9GJtq6fMFPFJP3fbd